# Whiteway Colony
Whiteway Colony es una comunidad inglesa asentada en un terreno ubicado en Cotswolds Hills cerca de Stroud, Gloucestershire, Reino Unido. Se creó en 1898 por anarquistas tolstoianos que adquirieron 40 acres (162.000 m²) de tierra, luego quemaron los títulos de propiedad en un rechazo simbólico de la noción de propiedad sobre los suelos, y luego fueron a los tribunales para demostrar que nadie tenía el título legal individual. La propiedad todavía existe en la actualidad como una propiedad privada colectiva, legalmente de "dominio comunitario", y en su interior no existen impuestos. Los primeros colonos construyeron una serie de edificios de madera en lo que entonces era campo abierto. A través de los años se ha alojado a mucha gente: inmigrantes anarquistas, objetores de conciencia, resistentes tributarios, refugiados de la guerra civil española. También ha albergado cooperativas, empresas, tales como Panadería Protheroe (conocida en la zona por la calidad de su pan), la Cotswold Co-operative Handicraft (gremio artesanal) y la Co-operative Gardening Group (jardinería). Durante un período el periódico anarquista Freedom era impreso aquí por Thomas Quilla.
Al principio, la vida en la colonia era idealista y espartana: de hecho, el agua corriente no llegó hasta 1949, y la electricidad hasta 1954. El solar en un primer momento era tierra abierta, pero ahora está muy arbolado y en él se ubica una colección de edificios, de madera principalmente. Dado que nadie es propietario de los terrenos, las hipotecas no se pueden obtener, así que la gente tuvo que construir su propia casa. Un salón comunal fue construido por los residentes en 1924, para albergar las actividades sociales y una escuela, y una piscina se construyó en 1969. A partir de esa época, los edificios se modernizaron y se pasó a tener una vida vecinal menos comunitaria y más individual.
En la actualidad, Whiteway todavía está habitada, entre otros, por descendientes de los colonos originales. A pesar de que ya no tiene un carácter explícitamente anarquista, al día de hoy los residentes son conscientes y están orgullosos de sus orígenes. Restos de aquel espíritu aún siguen vivos. Los mejores ejemplos de ello son la continuación de la utilización y mantenimiento de las instalaciones comunitarias (salón, piscina y campo de juego). Además, el gobierno de la comunidad se realiza todavía por medio de una reunión general de sus residentes.